# Duits-Kameroen
Kameroen (Duits: Kamerun) was van 1884 tot 1919 (in feite tot 1916) een Duitse kolonie.

## Geschiedenis
Op 12 juli 1884 tekende Gustav Nachtigal in naam van de Duitse keizer een verdrag met de lokale stamhoofden Bell, Akwa en Deïdo, waarbij dezen zich onder de bescherming van de keizer stelden. Het volgende jaar werd baron von Soden de eerste gouverneur van de nieuwe kolonie Kamerun. Het jaar daarop werd bij de conferentie van Berlijn Afrika onder de Europese machten verdeeld en werd de Duitse kolonisatie internationaal erkend. Inmiddels had het Duitse gezag al te kampen met opstanden. In 1888 werd door Richard Kund en Hans Tappenbeck een centraal gelegen nederzetting gesticht, waaruit zich de latere hoofdstad Yaoundé zou ontwikkelen. In 1907 werd de eerste spoorweg aangelegd.

### Vrede van Fez
Op 4 november 1911 werd een Frans-Duits Verdrag van Fez getekend waarbij grote delen van Franse koloniën werden toegevoegd aan de Duitse kolonie. Dit ter compensatie van het verlies van Duitse aanspraken in Marokko naar aanleiding van de Agadir-crisis. Het toegevoegde gebied werd in het Duits Neukamerun genoemd.

### Eerste Wereldoorlog
Tijdens de Eerste Wereldoorlog werd de hoofdstad Douala veroverd op 27 september 1914 en Yaoundé volgde in november. In februari 1916 werd het laatste Duitse fort veroverd. Daarop werd het grootste deel een Frans mandaatgebied, een strook langs de grens met Nigeria echter een Engels mandaatgebied. In 1961 werd bij de onafhankelijkheid een deel (Southern Cameroons) weer samengevoegd.